# Wijken en buurten in Maassluis
De Nederlandse gemeente Maassluis is voor statistische doeleinden onderverdeeld in wijken en buurten. De gemeente is verdeeld in de volgende statistische wijken:
- Wijk 00 (CBS-wijkcode:055600)

Een statistische wijk kan bestaan uit meerdere buurten. Onderstaande tabel geeft de buurtindeling met kentallen volgens het Centraal Bureau voor de Statistiek (2008):
| CBS-buurtcode | Buurtnaam         | Inwonertal | Opp. totaal (ha) | Opp. land (ha) | Ligging                |
| ------------- | ----------------- | ---------- | ---------------- | -------------- | ---------------------- |
| BU05560000    | Centrum           | 6580       | 90               | 88             | Locatie in de gemeente |
| BU05560001    | Dijkpolder        | 6160       | 201              | 197            | Locatie in de gemeente |
| BU05560002    | Sluispolder       | 2400       | 52               | 50             | Locatie in de gemeente |
| BU05560003    | Kapelpolder       | 4680       | 141              | 137            | Locatie in de gemeente |
| BU05560004    | Burgemeesterswijk | 5930       | 86               | 86             |                        |
| BU05560005    | Dreef             | 5510       | 106              | 106            | Locatie in de gemeente |
| BU05560009    | Verspreide huizen | 140        | 335              | 185            | Locatie in de gemeente |